# آکادمی موسیقی باکو
آکادمی موسیقی باکو (به ترکی آذربایجانی: Bakı Musiqi Akademiyası) یکی از مراکز عالی تحصیل موسیقی در جمهوری آذربایجان است که در ۲۵ می ۱۹۳۰ در باکو با نام کنسرواتوار دولتی عزیر حاجی‌بیف آذربایجان (به ترکی آذربایجانی: Üzeyir Hacıbəyov adına Azərbaycan Dövlət Konservatoriyası) تأسیس شده‌است. در سال ۱۹۳۹ عزیر حاجی‌بیف به عنوان رئیس کنسرواتوار انتخاب شد و تا پایان عمر در این سمت باقی‌ماند. پس از مرگ عزیر حاجی‌بیف، قارا قارایف مدیریت کنسرواتوار را چند سال به عهده گرفت و پس از او اشرف عباسف به عنوان مدیر انتخاب شد.

## فارغ‌التحصیلان مشهور[۳][۴]
- سعید رستموف
- آصف زینالی
- قارا قارایف
- جودت حاجی‌اف
- واقف مصطفی‌زاده
- فکرت امیروف